# Alessandro Scarlatti
Alessandro Scarlatti (Palermo, 2 de maio de 1660 – Nápoles, 24 de outubro de 1725), cujo nome verdadeiro era Pietro Alessandro Gaspari, foi um compositor italiano de grande importância para a música lírica do período barroco. Seu trabalho foi fundamental para o desenvolvimento da ópera séria e da ópera bufa do seu tempo. Ele é considerado o pai da escola napolitana de ópera, a qual contou, mais tarde, com membros como Leonardo Leo, Francesco Feo, Leonardo Vinci, Giovanni Battista Pergolesi e Johann Adolf Hasse, entre outros.
Dentre as obras de sucesso de Scarlatti merecem destaque as óperas Carlo, Re d'Allemagna (1716), Telemaco (1718) e La Griselda (1721). Além das óperas, Alessandro Scarlatti também ficou famoso por suas cantatas de câmara. Foi pai de dois outros compositores, Domenico Scarlatti (1685–1757) e Pietro Filippo Scarlatti (1679–1750), e irmão mais velho de Francesco Scarlatti (1666–1741), também compositor, ainda que de menor expressão em comparação com Alessandro e Domenico.
As óperas de Alessandro Scarlatti são dotadas de alto nível musical e influenciaram compositores dos mais variados países. Do ponto de vista da ação dramática, porém, ficam a dever para as composições de autores que o sucederam, como Händel, Hasse e Vivaldi. As aberturas das óperas de Alessandro Scarlatti, chamadas sinfonias, consistiam geralmente de três movimentos: rápido, lento e rápido. Essa forma se tornou de grande importância na criação posterior da sinfonia clássica para orquestra.
Alessandro Scarlatti foi um compositor de extraordinário talento criativo. Sua obra compreende nada menos que 115 óperas, 150 oratórios e mais de 500 cantatas, além de composições instrumentais. A música de Scarlatti forma um importante elo entre a música vocal do início do barroco italiano do século XVII, centrada em Florença, Veneza e Roma, e a escola clássica do século XVIII, que culmina em Haydn (1732–1809) e Mozart (1756–1791).

## Vida

### Origem na Sicília (1666–1672) e primeira estada em Roma (1672–1684)

Retrato da rainha Cristina da Suécia, por Sébastien Bourdon

Scarlatti nasceu na Sicília, em Trapani ou Palermo. Ainda muito jovem, no ano de 1672, foi enviado para viver com parentes em Roma. Nesta cidade, parece ter tido contado com Giacomo Carissimi (1605–1674) e há razões para crer que ele tenha tido conexões com a parte nordeste da Itália, uma vez que seus primeiros trabalhos revelam a influência de Stradella (1639–1682) e Legrenzi (1626–1690). O primeiro registro de seu trabalho como autor em Roma se refere a uma encomenda da Arquiconfraria do Santíssimo Crucifixo, que solicitou de Scarlatti um oratório em 1679.
O sucesso que sua ópera Gli Equivoci nell’amore (1679) alcançou em Roma contribuiu de forma decisiva para que Scarlatti ganhasse a proteção da Rainha Cristina da Suécia (1626–1689). Cristina vivia na cidade à época depois de ter abdicado e se convertido ao catolicismo e fez de Scarlatti seu maestro di cappella. No mesmo ano, deu-se a estreia de seu primeiro oratório na Arquifraternidade do Santíssimo Crucifixo e nasceu seu filho mais velho, Pietro Filippo.
Graças ao posto que ocupava junto à rainha Cristina, a obra de Scarlatti pôde ser admirada por um círculo requintado de ouvintes em Roma, fato que contribuiu diretamente para a rápida ascensão do autor, sobretudo no campo da música vocal.

### Nápoles (1684–1702)
Em fevereiro de 1684, Scarlatti foi contratado pelo ex-embaixador espanhol no Vaticano, Gaspar de Haro y Guzmán (1629–1687), o qual havia sido nomeado Vice-Rei de Nápoles, tornando-se seu maestro di cappella. Em parte, essa nomeação se deu graças à influência de uma irmã de Alessandro, uma cantora de ópera amante de um nobre napolitano influente. Um ano depois de assumir o novo posto, nasceu o sexto filho de Alessandro, Domenico, cujos méritos como tecladista o tornariam célebre.
Alessandro permaneceu nessa posição até 1702 e produziu cerca de 80 óperas, das quais sobreviveram cerca de 40. Compôs ainda nove oratórios, sete serenatas e 65 cantatas. Dessa fase foram, por diversas vezes, representadas em Roma, para onde se dirigia para acompanhar a produção, além de outros centros importantes como Florença, Milão, Londres e Brunswick. Foi nesse período que Scarlatti firmou alguns dos pilares da ópera de seu tempo que estiveram em vigor até a grande revolução mozartiana. Dentre esses elementos vale citar a abertura em estilo italiano (rápido-lento-rápido), os recitativos acompanhados e a ária da capo (no formato A-B-A, ver adiante).
Scarlatti deixou Nápoles em boa medida por conta dos reflexos da Guerra de Sucessão Espanhola (1701–1713) que se fizeram sentir na corte do Vice Rei. O músico tentou, em primeiro lugar, um posto na corte de Florença, junto a Ferdinando de Medici, filho do Grão-Duque da Toscana, mas sem sucesso.

### Segunda estada em Roma (1703–1708)

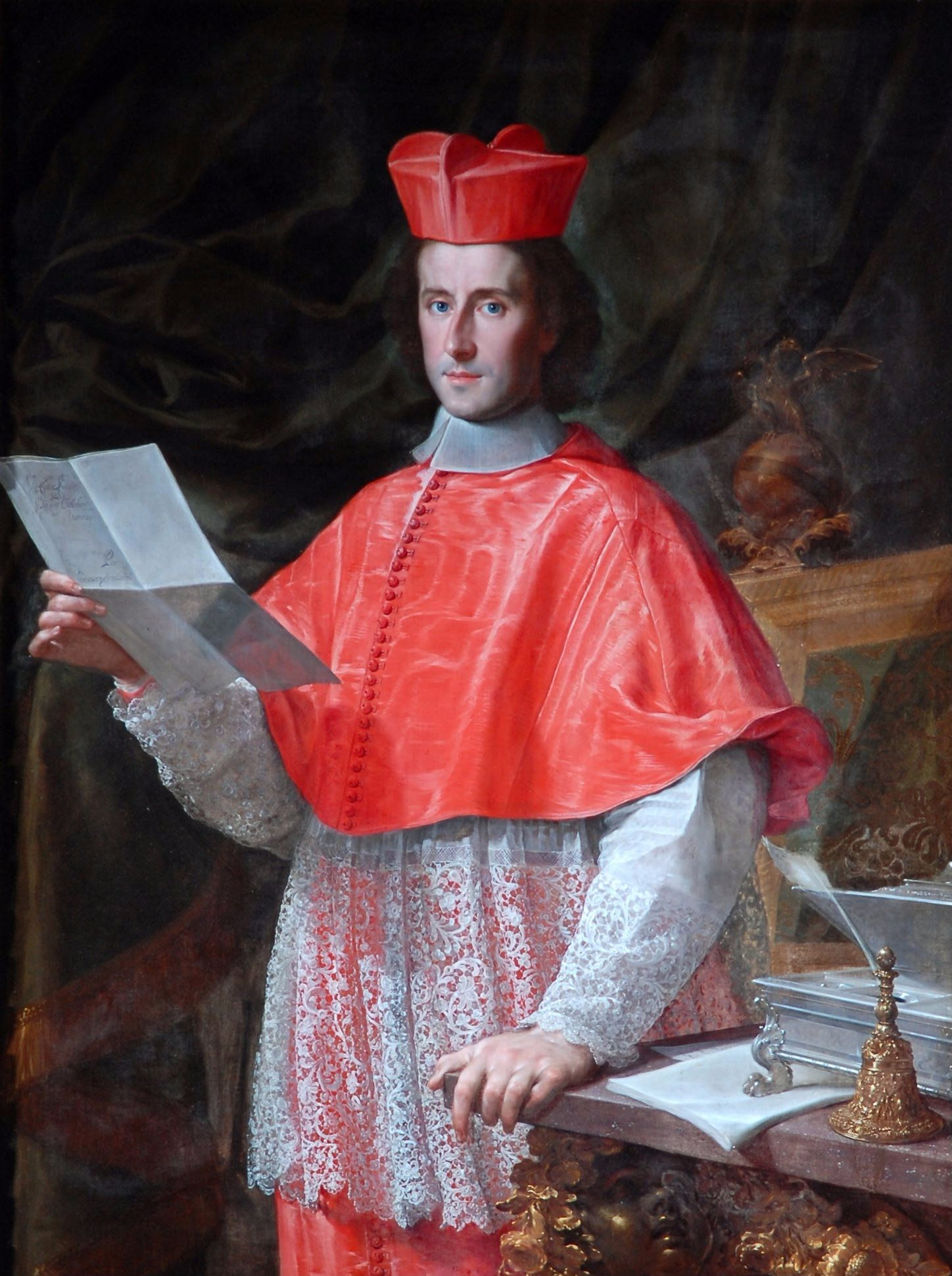
Retrato do Cardeal Pietro Ottoboni por Francesco Trevisani (Museu Bowes, Durham, Inglaterra)

Sem conseguir o posto em Florença, Scarlatti se dirigiu novamente a Roma onde, em 1703, tornou-se vice maestro di cappella na igreja de Santa Maria Maggiore graças à influência do cardeal Pietro Ottoboni (1667–1740) que já o havia contratado no ano anterior. Durante essa nova estada em Roma, Scarlatti se tornou um requisitado compositor de cantatas, tendo recebido encomendas dos Medici e da rainha Maria da Polônia. Em 1706, Scarlatti é admitido na Academia de la Arcadia, cujo acesso estava restrito a nobres e eruditos. Durante essa estada em Roma, travou contato próximo com outro expoente da música barroca, o compositor e violinista Arcangelo Corelli (1653–1713).
Entre os anos de 1707 e 1708, Scarlatti não compôs óperas, mas recebeu encomendas importantes como um ciclo de responsórios para a Semana Santa para a corte dos Medici e a célebre Cantata per la Notte di Natale, interpretada na corte papal. Também em 1707, visita Veneza e Urbino. Em 1708, Scarlatti compõe dois oratórios com textos do cardeal Ottoboni: Il Martirio di Santa Cecilia e o Oratorio per la Passione di nostro Signor Gesu Cristo. Essas obras fizeram parte do ciclo de oito oratórios que o cardeal havia organizado para o período da Quaresma. O segundo desses oratórios, com o subtítulo de La Colpa, Il Pentimento, la Grazia é considerado uma de suas maiores obras no gênero e foi representado no Palácio da Chancelaria, da Santa Sé. É possível que Scarlatti tenha composto essa obra-prima no contexto de sua rivalidade com o jovem Händel (1685–1759) que se encontrava na Itália na mesma época e cujo oratório La Resurrezione foi apresentado no Domingo de Páscoa seguinte no palácio Ruspoli, em Roma.
Ainda em 1708, Scarlatti escreve uma carta a Ferdinando de Medici queixando-se da falta de um posto fixo e de seus rendimentos insuficientes. Tais condições supostamente explicam que tenha se retirado de Roma naquele mesmo ano, voltando a Nápoles.

### Volta a Nápoles (1708–1725)
Scarlatti retomou seu posto de maestro di capella da corte Nápoles em 1708, quando os austríacos substituíram os espanhóis no comando do país. Foi decisiva para esse retorno a influência do novo vice-rei, o cardeal Vincenzo Grimani (1652–1710), admirador de Scarlatti e autor do libreto da ópera Agrippina, de Händel (1709). Grimani havia conhecido os dois compositores quando ocupava o posto de embaixador do Império Austríaco junto à corte papal em Roma. O contado Scalatti com Roma permaneceu vivo mesmo após o retorno a Nápoles e o papa lhe concedeu privilégios de nobreza em 1716. Em Nápoles, porém, seguiram-se diversos fracassos no campo operístico. A cidade parecia ter se cansado de sua música. Sua ópera cômica Il trionfo dell'onore (1718) não foi bem recebida pelo público da cidade. Melhor acolhida tiveram suas obras cômicas em dialeto napolitano que começavam a entrar em moda nessa época.
Os romanos, entretanto, o apreciaram ainda mais e foi no Teatro Capranica, em Roma, que ele produziu algumas de suas melhores óperas dessa fase como Telemaco (1718) e Marco Attilio Regolò (1719). Sua última ópera, La Griselda (1721), foi apresentada também no Teatro Capranica, sob o patrocínio do príncipe Francesco Ruspoli (1672–1731). Data do mesmo ano uma missa para coro e orquestra, composta em honra a Santa Cecília sob encomenda do cardeal Troiano Acquaviva (1696–1747). Desde então, a obra de Scarlatti começou a cair no esquecimento e seu estilo passou a ser eclipsado pela nova geração de compositores líricos que emergia, incluindo nomes como Leonardo Leo (1694–1744), Leonardo Vinci (1690?–1730), Johann Adolf Hasse (1699–1783) e Giovanni Battista Pergolesi (1710–1736).
Durante seus últimos anos de vida em Nápoles, Scarlatti recebeu e ensinou diversos dos nomes daquela nova geração, incluindo o compositor lírico Hasse e flautista Johann Joachim Quantz (1697–1773). Datam desse período suas sete sonatas para flauta e cordas. Scarlatti morreu em Nápoles em 24 de outubro de 1725).

## A música de Alessandro Scarlatti
A música de Alessandro Scarlatti é um elo importante entre os estilos vocais do início do barroco italiano do século XVII, cujo centro foram as cidades de Florença, Veneza e Roma, e a escola clássica cujo apogeu se dá nas obras mais tardias de Mozart (1756–1791). Suas primeiras óperas mantêm as antigas cadências nos recitativos e uma variedade considerável de formas construídas de maneira cristalina em suas charmosas pequenas árias, algumas vezes acompanhadas pelo quarteto de cordas e tratadas com cuidadosa elaboração e, outras vezes vezes, acompanhadas apenas pelo cravo.
Datam desse período, que se estende até por volta de 1685, obras como Gli Equivoci nel Sembiante (1679), L’Honestà negli Amori (1680), que contém a famosa ária "Già il sole dal Gange", Pompeo (1683), que contém as bem conhecidas árias "O cessate di piagarmi" e "Toglietemi la vita ancor".
Por volta de 1686 Scarlatti criou definitivamente a forma abertura italiana (segunda versão de Dal Male il Bene), e abandonou o ostinato e a ária na forma binária (com estrutura do tipo A-B) em favor da chamada ária da capo (com sua estrutura A-B-A). Suas melhores óperas desse período são La Rosaura (1690) e Pirro e Demetrio (1694), que possui as árias Rugiadose, odorose, e Ben ti sta, traditor.
A partir de 1697 com a obra La Caduta del Decemviri, talvez parcialmente influenciada pelo estilo de Giovanni Bononcini e provavelmente mais moldadas ao gosto da corte do Vice-Rei, suas árias se tornaram mais convencionais e mais ritmicamente comuns, ao mesmo tempo que sua orquestração passou a ser mais apressada e crua, embora não sem brilhantismo como em Eracles (1700). Scarlatti também passou a usar com frequência os oboés e os trompetes com os violinos tocando em uníssono. As óperas compostas nessa época para corte de dos Medici foram perdidas. Essas obras poderiam ter dado uma ideia mais favorável de seu estilo da época, já que sua correspondência com o príncipe mostra que foram criadas com um sincero senso de inspiração.
Mitridate Eupatore, considerada sua obra prima, composta para Veneza em 1707, contém música muito à frente de qualquer coisa que Scarlatti tenha escrito para Nápoles, tanto técnica como intelectualmente falando. As últimas óperas napolitanas (L'Amor Volubile e Tiranno (1700), La Principessa Fedele (1712), Tigrane (1715) são pomposas e eficientes ao invés de profundamente emocionais. A orquestração revela grande avanço em relação aos trabalhos anteriores já que o principal acompanhamento da voz é deixado a cargo do quarteto de cordas. O cravo é reservado exclusivamente para os ruidosos ritornelli. Vale notar que Scarlatti criou o ritornello orquestral em sua ópera Teodora, de 1697.
Seu último conjunto de óperas, composto para Roma, mostra um profundo sentimento poético, um estilo amplo e nobre, um forte senso dramático, especialmente nos recitativos acompanhados, um recurso que ele próprio foi o primeiro a utilizar já em 1686 (Olimpia Vendicata) e um estilo de orquestração muito mais moderno, com as trompas aparecendo pela primeira vez e sendo tratadas de modo a produzir um efeito eletrizante.
Além das óperas, oratórios e serenatas, todos exibindo um estilo semelhante, Scarlatti compôs mais de 500 cantatas de câmara para voz-solo. Estas representam o tipo de música de câmara mais intelectualizado de seu período e lamenta-se que praticamente todas tenham sido mantidas na forma de manuscrito e não divulgadas amplamente, já que seu estudo é indispensável para quem deseja ter uma ideia adequada da evolução da técnica de composição de Scarlatti.
As poucas missas restantes e outras músicas sacras de sua autoria são comparativamente pouco importantes, com exceção da grande Missa de Santa Cecília que foi uma das primeiras tentativas no estilo que atingiu seu ponto máximo nas Missas de J. S. Bach e Beethoven. Sua música instrumental, embora não sem interesse, é curiosamente antiquada quando comparada à sua obra vocal.

## Gravações
- Ensemble Europa Galante. (2004). Oratorio per la Santissima Trinità. Virgin Classics: 5 45666 2
- Academia Bizantina. (2004). Il Giardino di Rose. Decca: 470 650-2 DSA.
- Seattle Baroque. (2001). Agar et Ismaele Esiliati. Centaur: CRC 2664
- I Musici. (1991). Concerto Grosso. Philips Classics Productions: 434 160-2

## Composições

### Dramas para música
- Gli equivoci nel sembiante (Libretto di Pietro Filippo Bernini) encenada em Roma em 1679 e depois reprisada em outras cidades italianas
- L'honestà negli amori (Libretto di Pietro Filippo Bernini) realizada em Roma em 1680
- Tutto il mal non vien per nuocere
- Il Pompeo (Libretto del conte Nicolò Minato) Roma, teatro Palazzo Colonna, 1683, e Teatro San Bartolomeo em Nápoles, 20 de janeiro de 1684, com Giovanni Francesco Grossi
- La Psiche ovvero Amore innamorato Teatro San Bartolomeo di Napoli, 1684
- Pirro e Demetrio (Libretto di Adriano Morselli), Teatro San Bartolomeo di Napoli, 1694
- Commodo Antonino (Libretto di Giacomo Francesco Bussani) apresentado no Teatro San Bartolomeo em Nápoles em 18 de novembro de 1696
- L'Emireno ovvero Il consiglio dell'ombra, representado em Nápoles em 1697
- Gl'inganni felici (Libretto di Apostolo Zeno) realizado em Nápoles em 1699
- Flavio Cuniberto (Libretto di Matteo Noris, retrabalhado) realizado em Pratolino em 1702
- Lucio Manlio l'Imperioso, representado em Pratolino em 1705
- Il gran Tamerlano (Libretto di Silvio Stampiglia) representado em Pratolino em 1706
- Mitridate Eupatore e il trionfo della libertà (Libretto di Girolamo Frigimelica Roberti) realizado em Veneza em 1707
- Il Ciro (Libretto di Pietro Ottoboni) apresentado em Roma em 1712
- Il Tigrane ovvero L'egual impegno d'amore e di fede (Libretto di Domenico Lalli) apresentado no Teatro San Bartolomeo em Nápoles em 1715
- Carlo re d'Allemagna, (Libretto di Giuseppe Papis) apresentado no Teatro San Bartolomeo em Nápoles em 1717
- Cambise (Libretto di Domenico Lalli) representado em Nápoles em 1719
- Griselda (Libretto di Apostolo Zeno) realizada em Roma em janeiro de 1721
- Arminio (Libretto di Antonio Salvi) apresentado em Roma em 1722, depois reprisado como pasticcio no Her Majesty's Theatre em Londres
- Telemaco (Libretto di Carlo Sigismondo Capece) apresentado em Roma em 1718
- Il trionfo dell'onore, Comédia para música de Francesco Antonio Tullio apresentada no Teatro dei Fiorentini Nápoles em 26 de novembro de 1718
- Marco Attilio Regolo (Libretto da Matteo Noris, retrabalhado) representado em Roma durante o carnaval de 1719
- Tito Sempronio Gracco (Libretto di Silvio Stampiglia) representado em Roma durante o carnaval de 1720
- Il Fetonte
- Olimpia vendicata
- La Rosmene ovvero L'infedeltà fedele
- Clearco in Negroponte
- L'Aldimiro ovvero Favore per favore
- Il Flavio
- L'Anacreonte tiranno
- L'Amazone corsara ovvero L'Alvilda
- La Statira
- Gli equivoci in amore ovvero La Rosaura (libretto de Giovanni Battista Lucini)
- L'humanità nelle fiere o vero Il Lucullo
- La Teodora Augusta
- Gerone tiranno di Siracusa
- L'amante doppio ovvero Il Ceccobimbi
- Il Bassiano ovvero Il maggior impossibile
- Le nozze con l'inimico ovvero L'Analinda
- Nerone fatto Cesare
- Massimo Puppieno
- Penelope la casta
- La Didone delirante
- La caduta de' Decemviri
- La donna ancora è fedele
- Il prigioniero fortunato
- L'Eraclea
- Odoardo (Libretto de Apostolo Zeno, conto da floresta)
- Laodicea e Berenice
- Il pastore di Corinto
- Tiberio imperatore d'oriente
- Turno Aricino
- Il Mitridate Eupatore (Tragédia para música em 5 atos)
- Il Teodosio
- L'Amor volubile e tiranno
- La principessa fedele
- La fede riconosciuta (Libretto de Benedetto Marcello)
- Scipione nelle Spagne (Libretto de Apostolo Zeno)
- L'Amor generoso
- La virtù trionfante dell'amore e dell'odio

### Serenata
- Diana et Endimione (Roma, entre 1680 e 1685)
- L'Olimpo in Mergellina (Nápoles, Mergellina, 25 de agosto de 1686; também reencenada em Nápoles, Palazzo Reale, 16 de setembro de 1686)
- Venere, Adone et Amore (Nápoles, Posillipo, 15 de julho de 1696; reencenada em Roma, agosto de 1706)
- Il trionfo delle stagioni (Nápoles, Posillipo, 26 de julho de 1696)
- Il Genio di Partenope, la Gloria del Sebeto, il Piacere di Mergellina (Nápoles, Mergellina, 5 de agosto de 1696)
- Venere e Amore (Nápoles, Posillipo, por volta de 1700)
- Clori, Lidia e Filli (Nápoles, c. 1700)
- Venere e Adone: Il giardino d'Amore (Nápoles, entre 1700 e 1705)
- Clori, Dorino e Amore (Nápoles, Palazzo Reale, 1 de maio de 1702)
- La contesa d'onore tra la Gloria, la Fama et il Valore (Roma, Piazza San Marco, 22 de julho de 1704)
- Endimione e Cintia (Roma, 1705)
- Flora pellegrina (Roma, Villa Corsini, 14 de setembro de 1705)
- Il trionfo della Virtù (Roma, 1706)
- Il trionfo dell'Onestà (Roma, 1706)
- Serenata a Filli (Roma, 1706)
- Le muse Urania e Clio lodano le bellezze di Filli (Roma, 1706)
- Venere havendo perso Amore lo ritrova fra le ninfe e i pastori dei Sette Colli (Roma, 1706)
- Amore, Pace e Providenza (Nápoles, Palazzo Reale, 4 de novembro de 1711)
- Il genio austriaco (Nápoles, Palazzo Reale, 28 de agosto de 1713)
- Filli, Clori e Tirsi (Nápoles, Palazzo Reale, 4 de dezembro de 1716; reencenada em Roma, Palazzo del Cardinal Nuno da Cunha e Ataíde, 24 de junho de 1721, com o título La ninfa del Tago)
- La gloria di Primavera (Nápoles, Palazzo Carafa della Spina, 22 ou 23 de maio de 1716)
- Partenope, Teti, Nettuno, Proteo e Glauco (Nápoles, Palazzo Reale, 4 de novembro de 1718)
- Erminia (Nápoles, Palazzo Zevallos, 13 de junho de 1723)

### Música devocional (oratórios e cantatas sacras)
- Tre oratorii in latino (perdidos. Roma, 1679, 1680 e 1682)
- Passio Domini Nostri Jesu Christi secundum Ioannem (Roma, 1680 ca.)
- Agar et Ismaele esiliati (Roma, 1683; reencenada em Palermo, 1691, com o título: L'Abramo; Florença, 1695, com o título: Ismaele salvato dall'Angelo)
- Il martirio di Santa Teodosia (Roma, 1684; reencenado em Modena, 1685, com o título: Santa Teodosia; Mântua, 1686; Florença, 1693, com o título: Santa Teodósia virgem e mártir)
- Il trionfo della gratia overo La conversione di Maddalena (Roma, 1685, 1695 e 1699; reencenada em Modena 1686 e 1703; Florença, 1693 e 1699; Bolonha, 1695, 1696, 1699, 1704 e 1705; Viena, 1703)
- La Giuditta (Roma, Palazzo della Cancelleria, 21 de março de 1693; reencenada em Nápoles, Oratorio dell'Assunta, 3 de julho de 1695, com o título La Giuditta vittoriosa)
- I dolori di Maria sempre vergine (perdido. Nápoles, 1693; retrabalhado e reexecutado em um texto latino em Roma, 1703, com o título: La Concettione della Beata Vergine)
- Samson vindicatus (perdido. Roma, Oratório del Santissimo Crocifisso, 25 de março de 1695)
- Il martirio di Santa Orsola (Roma ou Nápoles, c. 1695; reencenado em Lyon, 1718)
- La Giuditta (Roma, Palazzo della Cancelleria, Quaresma 1697)
- La Religione giardiniera (Nápoles, Igreja de S. Pietro Martire, 5 de outubro de 1698; reencenada em Roma, Palazzo Bonelli, 24 de abril de 1707, com o título: O jardim de rosas ou A Santíssima Virgem do Rosário)
- Davidis pugna et victoria (Roma, Oratório del Santissimo Crocifisso, 12 de março de 1700)
- Oratorio per la Santissima Annuntiata (Roma, 1703; ali reencenada, 1708)
- Cantata per l'assunzione della Beatissima Vergine (Roma, 1703; reencenada em Roma, 1705, com o título: O reino da Virgem Maria assunta ao céu; Florença, 1706, com o título: O triunfo da Santíssima Virgem assunta ao céu; Nápoles, 1710, com o título: A noiva dos cânticos sagrados)
- Humanità e Lucifero (Roma, 1704)
- San Casimiro re di Polonia (Roma, 1704; reencenado em Florença, 1705)
- San Michaelis Arcangelis cum Lucifer pugna et victoria (perdido, Roma 1705)
- Il martirio di Santa Susanna (Roma, 1705; reencenado em Florença, 1706)
- San Filippo Neri (Roma, 1705; reexecutado em Florença, 1707)
- Sedecia re di Gerusalemme (Urbino 1705; reencenada em Roma, 1706)
- San Francesco di Paola (perdido. Urbino, 1706)
- Cain overo Il primo omicidio (Veneza, 1707)
- Tre cantate per la notte del Santissimo Natale (Roma, 1705, 1706 e 1707)
- Per la Passione di Nostro Signor Gesù Cristo (Roma, 1708; nela reexecutada, 1725)
- Il martirio di Santa Cecilia (Roma, 1708; nele re-realizado, 1709)
- Il trionfo del valore: Oratorio per il giorno di San Giuseppe (perdido. Nápoles, 1709)
- Oratorio per la Santissima Trinità (Nápoles, 1715)
- Oratorio in onore della Vergine Addolorata (Nápoles, 1717)
- La gloriosa gara tra la Santità e la Sapienza (perdida. Roma, 1720)
- Messa di Santa Cecilia (Roma, 1720)

### Música instrumental

#### Teclado
- Toccate per cembalo
- Toccata in re minore
- 10 partite sopra basso obbligato (1716)
- Primo e secondo libro di toccate (Sol maior, Lá menor, Sol maior, Lá menor, Sol maior, Ré menor, Ré menor, Lá menor, Sol maior, Fá maior)
- 2 sinfonie per cembalo (16 de junho de 1699)
- Toccata per studio di cembalo
- Toccata d'intavolatura per cembalo ò pure per organo d'ottava stesa
- Toccata in mi minore
- 3 toccate, ognuna seguita da fuga e minuetto (1716)
- Variazioni sopra "La follia" (1715)
- 6 Concerti per clavicembalo e archi

#### Altri strumenti
- 12 sinfonie di concerto grosso (1715):
  - in fa maggiore, per 2 violini, viola, violoncello, 2 flauti e basso continuo
  - in re maggiore, per 2 violini, viola, violoncello, flauto, tromba e basso continuo
  - in re minore, per 2 violini, viola, violoncello, flauto e basso continuo
  - in mi minore, per 2 violini, viola, violoncello, flauto, oboe/violino e basso continuo
  - in re minore, per 2 violini, viola, violoncello, flauto e basso continuo
  - in la minore, per 2 violini, viola, violoncello, flauto e basso continuo
  - in sol minore, per 2 violini, viola, violoncello, flauto e basso continuo
  - in sol maggiore, per 2 violini, viola, violoncello, flauto e basso continuo
  - in sol minore, per 2 violini, viola, violoncello, flauto e basso continuo
  - in la minore, per 2 violini, viola, violoncello, flauto e basso continuo
  - in do maggiore, per 2 violini, viola, violoncello, flauto e basso continuo
  - in do minore, per 2 violini, viola, violoncello, flauto e basso continuo
- 6 concerti in sette parti per due violini e violoncello obbligato, con in più due violini, un tenore e basso continuo (fa minore, do minore, fa maggiore, sol minore, re minore, mi maggiore; 1724)
- 4 sonate a quattro, per 2 violini, viola e violoncello (Fá menor, Dó menor, Sol menor, em Ré menor)
- 9 sonate (concerti) per flauto, 2 violini, violoncello e basso continuo (ré maior, lá menor, dó menor, lá menor, lá maior, dó maior, sol menor, fá maior, lá maior; 1725)
- Sonata in fa maggiore per flauto, 2 violini e basso continuo
- Sonata in re maggiore per flauto, 2 violini e basso continuo
- Sonata in la maggiore per 2 flauti, 2 violini e basso continuo
- Sonata in fa maggiore per 3 flauti e basso continuo
- 3 sonate per violoncello e basso continuo (Ré menor, Dó menor, Dó maior)
- Suite in fa maggiore per flauto e basso continuo (16 de junho de 1699)
- Suite in sol maggiore per flauto e basso continuo (junho de 1699)

### Trabalhos educativos
- Regole per principianti (1715 ca.)
- Discorso sopra un caso particolare di arte (aprile 1717)
- Canoni: Tenta la fuga ma la tenta invano; Voi sola; Commincio solo; 2 canoni a 2
- 15 fughe a 2
- Studio a quattro sulla nota ferma
- Varie partite obbligate al basso
- Toccate per cembalo
- Varie introduttioni per sonare e mettersi in tono delle compositioni (1715 ca.)
- Regole per ben [son]are | il cembalo […] (D-Hs M/A 251)